# Arnold Hauser
Arnold Hauser (* 8. Mai 1892 in Temesvár, Königreich Ungarn, Österreich-Ungarn; † 28. Januar 1978 in Budapest, Volksrepublik Ungarn) war ein ungarisch-deutscher Kunsthistoriker und -soziologe, der lange in Großbritannien lebte. Hauser gilt als Grenzgänger zwischen verschiedenen Theorien und Disziplinen wie Kunstgeschichte, Psychoanalyse, Kunsttheorie, Ästhetik, Sozialgeschichte, Kunstsoziologie und Kunstpsychologie.
Hausers umfangreiche Arbeiten zur Geschichte und Soziologie der Kunst sind einem unorthodoxen marxistischen Verständnis in der Tradition von Georg Lukács verpflichtet. Seine umfassende und intime Kunstkenntnis und seine jahrelange Tätigkeit im Filmgeschäft haben seinen Blick für Kunst als einerseits autonomes und andererseits gesellschaftliches Phänomen geschärft. Im Kunststreit zwischen West (formimmanente Interpretation) und Ost (gesellschaftliche Bedingtheit von Kunst) während des Kalten Krieges wollte und konnte Arnold Hauser vermitteln.

## Biografie
Nach dem Besuch des Gymnasiums studierte Hauser Germanistik und Romanistik sowie Philosophie an der Universität Budapest und absolvierte anschließend einen Studienaufenthalt in Paris. 1916 führte ihn sein Freund Karl Mannheim in die Budapester Sonntagsgesellschaft (Vasárnap-Társaság) um Georg Lukács mit Béla Balázs, Edith Hajós, Béla Fogarasi, Frederick Antal, Emma Ritoók, Juliska Lang und Anna Schlamadinger ein. 1917 gründeten Mitglieder der Sonntagsgesellschaft unter Beteiligung von Lajos Fülep, Zoltán Kodály, Béla Bartók, Ervin Szabó die „Freie Schule der Geisteswissenschaften“, an der Hauser Vorlesungen zur nachkantschen Ästhetik hielt. 1919 beteiligte sich Arnold Hauser an der Kulturpolitik der ungarischen Räterepublik. Nach dem Zusammenbruch der Räterepublik floh Hauser nach Italien.
Von 1919 bis 1938 hielt sich Hauser zu Exil-, Studien- und Wanderjahren in Italien, Deutschland und Österreich auf und arbeitete unter anderem im Filmgeschäft. Ab 1938 begann seine Schaffensperiode in Großbritannien. 1940 bat ihn Karl Mannheim, ein Vorwort zu einer Anthologie kunstsoziologischer Werke zu schreiben. Statt eines Vorwortes entstand in zehnjähriger Arbeit seine Sozialgeschichte der Kunst und Literatur.
1951 bis 1957 arbeitete Hauser als Lektor an der Universität Leeds, danach hatte er bis 1959 eine Gastprofessur an der Brandeis-Universität in Waltham (Massachusetts), lehrte bis 1962 am Hornsey College of Art in London und war bis 1965 Gastprofessor an der Staatsuniversität Ohio, USA.
1965 kehrte er nach London zurück und siedelte 1977 wieder nach Ungarn über.
Hauser wurde 1954 mit dem Deutschen Kritikerpreis für Literatur ausgezeichnet. Er war Ehrenmitglied der Ungarischen Akademie der Wissenschaften.

## Theoretisches Grundkonzept
Hauser hielt Mitte des 20. Jahrhunderts „die Stunde der soziologischen Deutung“ von Kunst für gekommen, akzentuierte sozialgeschichtliche Aspekte der Kunstentstehung und -verbreitung, ohne formale, psychoanalytische bzw. psychologische u. a. Momente vernachlässigen zu wollen. Kunst analysierte er sowohl als autonomes bzw. autarkes Gebilde und als vielseitigen Kommunikationsprozess innerhalb zeitbestimmter Kunstverhältnisse, die sich teils nach „Bildungsschichten“ spezifizieren. Basierend auf Karl Mannheims Wissenssoziologie betrachtete Hauser Kunst als standortgebundenes „soziologisches Dokument“, das auch ideologiekritisch gedeutet werden muss. Weil Kunst traditionell wie antitraditionell, nonkonform agiert, bedeuten auch neue (Re)Produktionsmöglichkeiten nicht das Ende der Kunst. Neuere Massenkunst (Filmkunst, Beat, Pop-Art) fand bei Hauser als einem der ersten Eingang in die Kunstgeschichte. Die eigentliche Kunstkrise sah Hauser im antihumanen Kampf der Gesellschaftssysteme nach 1945 begründet und in einer gewissen Sprachlosigkeit der Kunst. Aber selbst das neue „negativ Künstlerische ... bewegt sich noch ... in mehr oder weniger unverkennbar ästhetischen Kategorien...“ wie bei Samuel Beckett. Letztendlich findet Hausers Kunstbestimmung, ausgehend von der Widersprüchlichkeit im Manierismus, sein Zentrum im Begriff der Paradoxie als „Vereinigung unversöhnlicher Gegensätze“, „unvermeidliche Zweideutigkeit und ewiger Zwiespalt“ des künstlerischen Bildes. Paradox sei schließlich die gesamte „Dialektik des Ästhetischen“ (Wechselspiel von Form-Inhalt, Distanz-Bindung, Faktischem-Phantastischem, Geschichtlichkeit-Zeitlosigkeit, Bewusstem-Unbewusstem usw. usf.). Es bewährt sich bei Hauser als durchgängig gehandhabtes Erklärungsmuster, welches im „Paradoxen, der Verbindung von Unvereinbarem, eine Grundform der Kunst“ entdeckt.
Hausers konkrete kunstgeschichtlichen Arbeiten und seine kunstsoziologische Konzeption zeugen von Gedankenreichtum, Kunstkenntnis und großer Dialogbereitschaft. Hauser greift u. a. in der Kunstgeschichte auf Theodor W. Adorno, Walter Benjamin, Konrad Fiedler, Georg Wilhelm Friedrich Hegel, Georg Lukács, Alois Riegl und Heinrich Wölfflin, in der Psychoanalyse auf Sigmund Freud, in der Soziologie auf Émile Durkheim, Friedrich Engels, Karl Mannheim, Karl Marx, Georg Simmel und Max Weber zurück. Spricht er über den Film, beachtet er gleichermaßen westliche Regisseure wie Ingmar Bergman, Robert Bresson, Federico Fellini, Luchino Visconti und die Russen Sergei Michailowitsch Eisenstein und Wsewolod Pudowkin.
Trotz gewichtiger Unterschiede bestehen viele Berührungspunkte in den kunsttheoretischen Ansichten Adornos, Lukács’ und Hausers (und zum Teil in deren Biographien). Hauser will sich nicht nur hinsichtlich der gesellschaftlichen Prognosen und politischen Ambitionen zwischen Lukács und Adorno platziert wissen und versucht, sich im Spannungsfeld zwischen wissenschaftlichem Totatitätsideal und voranschreitendem Entfremdungsprozess zu behaupten. Gleichermaßen vermittelnde Positionen vertritt Hauser in Fragen des klassischen künstlerischen Erbes (von Lukács verabsolutiert), der Moderne, Avantgarde und des „offenen“ Kunstwerkes (von Adorno verabsolutiert) sowie in seiner Realismusauffassung.
Schon der wissenssoziologische Ansatz Hausers insistiert auf einen Spielraum sowohl für Kunstproduktion und Kunstrezeption. Dass die Kunst zweitens wesentlich paradox ist, eben widersprüchlich und bspw. nicht nur Form oder Inhalt, verteidigt Kunst gegen einseitige Vereinnahmungen. Und drittens stützt Hauser sein Suchen nach der rechten Mitte durch die Methode des „tertium datur“ (dritten Weges). Im Altersessay „Variationen über das tertium datur bei Georg Lukács“ heißt es: „Die Wahl des ‚goldenen Mittelweges‘ gehört zu den ältesten Lehren der Weisheit...“

## Wirkung
Arnold Hauser spielte für Kunsthistoriker in West und Ost eine große Rolle. Die Außenseiterposition seiner zweibändigen Sozialgeschichte der Kunst und Literatur in der zweiten Hälfte des 20. Jahrhunderts ist aber nicht zu übersehen. Sein schärfster intellektueller Konkurrent Georg Lukács resümierte 1969 in einem Radiogespräch mit Hauser: „Wenn ich nun von Ihrem Werk sprechen darf, so betrachte ich es als eines seiner ungewöhnlichen Verdienste, dass es inmitten dieser überwältigenden neopositivistischen Strömung in einer beträchtlichen Anzahl von Soziologen und Historiker den schwindenden Sinn für die wirklichen Zusammenhänge aufrechterhielt...“ Für viele Leser wirkte nach Worten des Journalisten Walter Christian Gneuss die Sozialgeschichte wie eine „Offenbarung... und öffnete wieder den Blick für historische Fragestellungen.“
Die Kritik reagierte auf Hausers Werk sehr widersprüchlich. Hinter den unterschiedlichen Wertungen verbergen sich unterschiedliche Auffassungen von einer Kunstsoziologie; nicht minder reflektieren sie die Schwierigkeiten bei der Analyse des realen Kunstprozesses als auch tatsächliche Widersprüche in Hausers Theorie selbst. Theodor W. Adorno und Max Horkheimer lobten die Sozialgeschichte als ein verbindliches Zeugnis soziologischer Kunstanalyse und deren glückliche Gesamtdarstellung. Jürgen Scharfschwerdt begriff diese nur „schwer präzisierbare kunstsoziologische Konzeption“ als eine „letzte große Sinnsuche und Sinngebung der bürgerlichen Gesellschaft.“ Ekkehard May charakterisierte Hauser als den „unbestreitbar populärsten Mentor interdisziplinärer Arbeit.“ Alphons Silbermann wiederum polemisierte nachdrücklich gegen unkritische Adepten, „die sich soziologisch gebärend der ‚Hauserschen Methode‘ angeschlossen haben“ und wertet dessen Veröffentlichungen als ein „grenzenloses Gemisch aus Sozialgeschichte, Philosophie, Psychologie, Ästhetik und marxistischer Ideologie“. Ungeachtet solcher Einwände spiegelt sich Hausers wissenschaftliche Bedeutung unter anderem in der Tatsache, dass er bereits ein Jahr nach seinem Tode – übrigens in einem von Silbermann (!) herausgegebenen Sammelband – als „Klassiker der Kunstsoziologie“ empfohlen wird.
Die Sozialgeschichte der Kunst und Literatur als seine zweifellos bekannteste Arbeit lag 1990 in etwa 20 Sprachen vor. In der BRD belief sich ihre Gesamtausgabe mit der zehnten Auflage 1990 auf 70.000 Exemplare. Einige seiner Bücher sind nach wie vor im Buchhandel verfügbar. Solche Auflagenziffern signalisieren zumindest den potenziellen Einfluss Hausers. Zu berücksichtigen sind ferner seine jahrelange Lehrtätigkeit und die Übernahme von Gastprofessuren an den Universitäten Leeds (Großbritannien), Brandeis und Ohio (USA) sowie am Londoner Hornsey College of Art. Darauf anspielend meinte Zoltán Halász im positiven Sinne, Hauser habe eine eigene „Schule“ begründet (siehe Sekundärliteratur).

## Werke
- 1951: The Social History of Art and Literature; dt.: Sozialgeschichte der Kunst und Literatur (1953)
- 1952: Sozialgeschichte der mittelalterlichen Kunst. Rowohlt, Hamburg.
- 1958: Philosophie der Kunstgeschichte; en.: The Philosophy of Art History (1959); dt. Nachdruck: Methoden moderner Kunstbetrachtung (1970);
- 1964: Der Manierismus. Die Krise der Renaissance und der Ursprung der modernen Kunst;  en.: Mannerism: The Crisis of the Renaissance and the Origin of Modern Art (1965); dt. Nachdruck: Der Ursprung der modernen Kunst und Literatur (1979);
- 1973: Kunst und Gesellschaft. Beck, München.
- 1974: Soziologie der Kunst; en.: Sociology of Art (1982);
- 1978: Im Gespräch mit Georg Lukács. Sammelband mit drei Interviews und dem Essay „Variationen über das tertium datur bei Georg Lukács“
- Sozialgeschichte und Literatur (Band 1/2). Verlag der Kunst, Dresden 1987 (Fundus-Reihe 106/107).
- Sozialgeschichte und Literatur (Band 2/2). Verlag der Kunst, Dresden 1987 (Fundus-Reihe 108/109/110).

## Sekundärliteratur
- Alberto Tenenti: Hauser, Arnold: Art, histoire sociale et méthode sociologique. In: Annales. Economies, Societes, civilisations. Paris: 12(1957)3, S. 474–481.
- Zoltán Halász: In Arnold Hauser’s workshop. In: The new Hungarian quarterly. Budapest: 16(1975)58, S. 90–96.
- Ekkehard Mai: Kunst, Kunstwissenschaft und Soziologie. Zur Theorie und Methodendiskussion in Arnold Hausers „Soziologie der Kunst“. In: Das Kunstwerk. 1/1976, S. 3–10.
- Jürgen Scharfschwerdt: Arnold Hauser. In: Alphons Silbermann (Hrsg.): Klassiker der Kunstsoziologie. Beck, München 1979, S. 200–222.
- K.-J. Lebus: Eine sozialhistorische Sicht auf Kunst und Gesellschaft. (Annotation zur Herausgabe der Sozialgeschichte... im Verlag der Kunst, Dresden, 1987). In: Bildende Kunst. Berlin: 35(1988)12, S. 572.
- K.-J. Lebus: Zum Kunstkonzept Arnold Hausers. In: Weimarer Beiträge. Berlin 36(1990)6, S. 210–228. (online)
- Hauser, Arnold. In: Ulrike Wendland: Biographisches Handbuch deutschsprachiger Kunsthistoriker im Exil. Leben und Werk der unter dem Nationalsozialismus verfolgten und vertriebenen Wissenschaftler. Saur, München 1999, ISBN 3-598-11339-0, S. 267–270.